# 1731

## Esdeveniments
Països Catalans
Resta del món
- 16 de gener: Georg Friedrich Händel acaba la composició de l'òpera Poro, re dell'Indie que fou estrenada al King's Theatre de Londres el 2 de febrer del mateix any.
- 25 de novembre: S'estrena la cantata núm. 140 de Johann Sebastian Bach escrita aquest mateix any.
- S'entrega per primer cop la medalla Copley, atorgada per la Royal Society.
- Maria Celeste Crostarosa, amb l'ajut de Sant Alfons Maria de Liguori, funda les Monges Redemptoristes religioses de vots solemnes dedicades a la vida contemplativa.
- Carles III d'Espanya, adopta el títol de duc de Parma.
- Thomas Bayes publica Divine Benevolence, or an Attempt to Prove That the Principal End of the Divine Providence and Government is the Happiness of His Creatures, una de les seves dues obres conegudes.

## Naixements
Països Catalans
- 4 d'abril Sant Mateu (Baix Maestrat): Francesc Morera i Cots, compositor valencià del barroc. Va ocupar la plaça de mestre de capella de la Catedral de València[1]
- 18 de maig, Sogorb: José Camarón Boronat, pintor, gravador i il·lustrador valencià, un dels més destacats de la segona meitat del segle xviii.
- 29 de novembre, Gorga (el Comtat): Vicent Olcina i Sempere, fabulista valencià (m. 1809).

Resta del món
- Febrer, Westminster: Charles Churchill, poeta anglès satíric, membre del Nonsense Club
- 2 de juny, comtat de New Kent, Virgínia: Martha Washington, primera Primera dama dels Estats Units[2]
- 24 de juliol, París: Louis Claude Cadet de Gassicourt, químic i farmacèutic francès sintetitzà els primers compostos organometàl·lics
- 10 d'octubre, Niça, Regne de França: Henry Cavendish, físic i químic britànic[3]
- 7 de setembre, Londres, Anglaterra: Elisabetta de Gambarini, compositora anglesa, cantant, organista, clavecinista, pianista[4]
- 24 de setembre, Coburg: Carlota Sofia de Saxònia-Coburg Saafeld, filla gran del duc Francesc Josias i d'Anna Sofia de Schwarzburg-Rudolstadt
- 11 de novembre, Santiago del Estero, Argentina: Gaspar Xuarez, jesuïta, naturalista i botànic argentí
- 24 de novembre, Mòdena, Ducat de Mòdena: Maria Fortunata de Mòdena, princesa de Conti, princesa de Mòdena de la Casa dels Este amb el tractament d'altesa reial que es casà en el si de la casa reial de França.
- 26 de novembre, Great Berhkamstead: William Cowper, himnògraf i poeta anglès.
- 6 de desembre, Kaufbeuren, Baviera: Sophie von La Roche, escriptora alemanya.[5]
- 24 de desembre, Bernaː Julie Bondeli, salonnière i dona de lletres suïssa.[6]
- 28 de desembre, Los Realejos, Tenerife: José de Viera y Clavijo, escriptor, botànic i historiador espanyol, un dels màxims representants de la il·lustració canària
- Dresden: Maria Josepa de Saxònia, Princesa de Saxònia i de Polònia amb el grau d'altesa reial que a través del seu matrimoni en convertí en princesa del Regne de França
- Niça: Henry Cavendish, físic i químic britànic que treballà en química de l'aigua i de l'aire, gravitació i electroestàtica. Es considera el descobridor de l'hidrogen i feu un dels primers càlculs seriosos de la densitat de la Terra.
- Trapani: Andrea Giganti, arquitecte italià del barroc sicilià

## Necrològiques
Països Catalans
- Lleonard-Juli Capuz, escultor valencià (n. 1660).

Resta del món
- 27 de gener - Florència, Itàlia: Bartolomeo Cristofori, constructor d'instruments musicals italià, reconegut per inventat el piano (n. 1655).
- 28 de gener Antoni I Boncompagni-Ludovisi, noble italià, (n. 1658).
- 5 de març: Abd-al-Ghaní ibn Ismaïl an-Nabulussí, teòleg, poeta i escriptor sirià (n. 1641).
- 18 d'abril: Florència: Giovanna Fratellini, pintora barroca (n. 1666).[7]
- 24 d'abril - Londres (Anglaterra): Daniel Defoe, periodista i escriptor anglès (n. 1660).[8]
- 11 de maig - Chelsea (Londres, Regne Unit): Mary Astell, «la primera feminista anglesa» (n. 1666).[9]
- 12 de desembre: Erasmus Darwin, prolífic metge, naturalista, fisiòleg, poeta i filòsof britànic, defensor de l'evolucionisme. Avi de Charles Darwin (m. 1802).
- 29 de desembre - Londres (Anglaterra): Brook Taylor, matemàtic britànic (n. 1685).